# Ключ Лавовый
Ключ Лавовый — ручей на полуострове Камчатка в России. Протекает по территории Усть-Камчатского района Камчатского края. Левый приток реки Большая Хапица.

## География
Берёт начало на восточном склоне вулкана Ключевская Сопка. Течёт на восток. Русло пересыхающее, теряется в пойме реки Большая Хапица. Впадает в реку Большая Хапица слева на расстоянии 54 км от устья. Длина составляет 33 км.
По данным государственного водного реестра России относится к Анадыро-Колымскому бассейновому округу.
Код водного объекта — 19070000112220000017784.